# Пам'ятна медаль візиту японського кронпринца в Корею
Пам'ятна медаль візиту японського кронпринца в Корею — медаль Японської імперії, заснована імператорським едиктом №42 від 29 березня 1909 року.

## Передісторія
У жовтні 1907 року кронпринц Йосіхіто (майбутній імператор Тайсьо), син імператора Мейдзі, здійснив державний візит до Корейської імперії. Основною метою візиту було укріплення позицій Японської імперії на Корейському півострові. Кронпринц прибув в Корею на лінкорі «Касіма» у супроводі принца Арісукава-Мія, 11-го прем'єр-міністра Японської Імпері Кацури Таро, і адмірала Тоґо Хейхатіро. Це був перший випадок, коли спадкоємець престолу залишав країну.

## Опис
Медаль виготовлялася із срібла та має форму правильного кола діаметром 30 мм. Медаль мала 2 версії оформлення — позолочена версія для членів імператорських сімей Кореї та Японії і срібна для нагородження офіційних осіб, причетних до візиту.
На аверсі зображені схрещені гілки квітучого сандалового дерева. Вище — символ імператора Японії, шістнадцятилистна квітка хризантеми.
На реверсі — написи ієрогліфами. У верхній частині — напис «Кронпринц Великої японської імперії», у центрі — вертикально «Медаль на згадку про поїздку в Корею», у нижній частині — «Мейдзі, 40-й рік, 10-й місяць» (жовтень 1907).
Стрічка виготовлялася з муарового шовку, темно-блакитна, з двома поздовжніми смугами жовтого кольору шириною по 9.5 мм кожна, що відступають на 1 мм від країв.
Футляр медалі чорного кольору, виготовлявся з японської магнолії хоноки. На кришці футляра намальована золота рамка, а в ній — золота шістнадцятилистна квітка хризантеми.

## Галерея

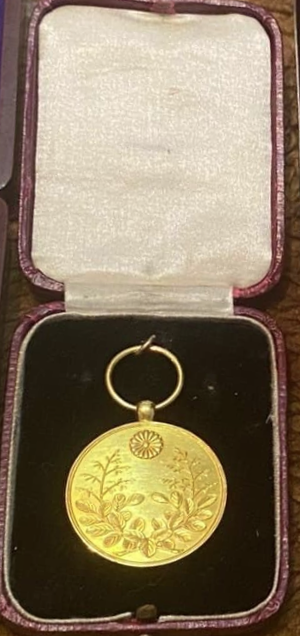
Варіант медалі в позолоті
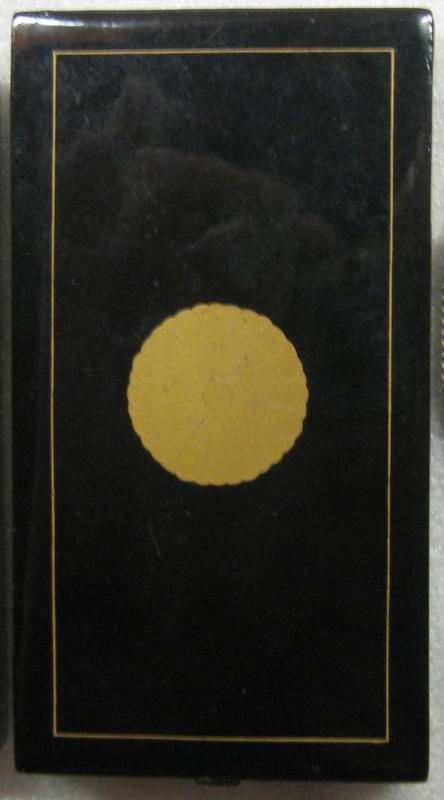
Зовнішній винляд футляра медалі
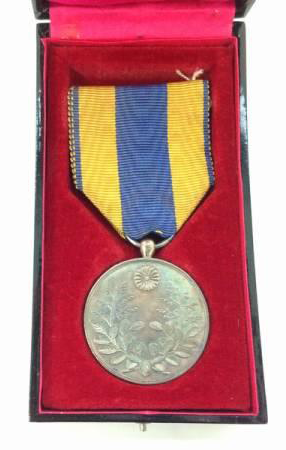
Медаль в футлярі